# Wang-ui namja
Wang-ui namja, distribuído em alguns países com o título em inglês The King and the Clown, é um filme sul-coreano de 2005, do gênero comédia dramático-romântica, dirigido por Lee Joon-ik, com roteiro baseado na obra Yi, de Kim Tae-woong. 
Foi selecionado como representante da Coreia do Sul à edição do Oscar 2006, organizada pela Academia de Artes e Ciências Cinematográficas.

## Elenco
- Kam Woo-sung - Jang-saeng
- Jung Jin-young - King Yeonsan
- Lee Joon-gi - Gong-gil
- Kang Sung-yeon - Jang Nok-su
- Yoo Hae-jin - Yuk-gab